# Motori Simca
I motori a scoppio prodotti dalla Casa automobilistica francese SIMCA non sono stati molti, ed hanno cominciato ad esistere dalla metà degli anni cinquanta in poi. In precedenza la Simca montava motori Fiat, poiché fino a quel momento si comportava unicamente come succursale Fiat in Francia.
È altresì vero che quasi tutti i motori Simca hanno avuto in ogni caso origine da motori Fiat.

## Elenco dei motori e anni di produzione
- Aquilon, 2.4 litri V8 (1954-61);
- Flash, 1.3 litri (1956-60);
- Rush, 1.3 litri (1960-69);
- Poissy, 0.8-1.6 litri (1961-91);
- 2N2, 1.5 litri (1963-75);
- 2L2, 1.3 litri (1970-75);
- Type 180, 1.6-2.0 litri (1970-82).